# Тетерук малий
Тетерук малий (Tympanuchus pallidicinctus) — вид куроподібних птахів родини фазанових (Phasianidae).

## Поширення
Ендемік США. Близько половини популяції живе на заході Канзасу, інша частина мешкає у піщанниках і преріях Західної Оклахоми, Техасу, на сході Нью-Мексико і у Південно-Східному Колорадо.

## Опис
Вид трохи менший і блідіший, ніж його близький родич Tympanuchus cupido. Дорослий птах сягає 38-41 см завдовжки та важить 0,6-0,8 кг.